# ジャマイカミズナギドリ
ジャマイカミズナギドリ (Pterodroma caribbaea) は、鳥綱ミズナギドリ目ミズナギドリ科シロハラミズナギドリ属に分類される鳥類。

## 分布
ジャマイカ、ドミニカ国、バハマ、グアドループでは絶滅したと考えられている。
ジャマイカ島東部のブルー・マウンテンズ山脈とジョン・クロー山脈での繁殖が確認されていた。

## 形態
全長38センチメートル。全身の羽色は暗褐色。
嘴の色彩は黒い。虹彩は黒褐色。後肢の色彩は淡赤色。

## 分類
ズグロシロハラミズナギドリ（Pterodroma hasitata）の亜種とする説もある。

## 生態
大木の根元に、営巣していた。

## 人間との関係
19世紀までは食用とされることもあった。
人為的に移入されたネズミ類やマングース類による捕食により、生息数が激減したと考えられている。ブタによる捕食も、生息数を減少させた可能性がある。1879年以降は記録がなく、絶滅したと考えられている。1996 - 2000年に行われた調査でも、本種は確認できなかった。一方でミズナギドリ類の調査は難しく、未だジャマイカやドミニカ国・グアドループで繁殖している可能性もある。